# Jordan Rhodes
Jordan Luke Rhodes (ur. 5 lutego 1990 w Oldham) – szkocki piłkarz występujący na pozycji napastnika, reprezentant kraju. Obecnie występuje w Sheffield Wednesday.
Większość swojego dzieciństwa spędził w Szkocji, gdzie jego ojciec był piłkarzem. W nagrodę za doskonałą grę w Huddersfield i U-21 Rhodes zadebiutował w „dorosłej” reprezentacji 11 listopada 2011 w meczu z Cyprem, wszedł w 87 minucie. Szkocja wygrała tamten mecz 2:1. Pierwszego gola dla reprezentacji zdobył 15 sierpnia 2012 roku w towarzyskim, wygranym 3-1 spotkaniu z Australią.
31 sierpnia 2012 roku został kupiony przez Blackburn Rovers za rekordową w historii tego klubu kwotę 8 milionów funtów. W nowym zespole Rhodes zadebiutował dzień później w wyjazdowym spotkaniu z Leeds United zakończonym wynikiem 3-3. Swoją pierwszą bramkę dla Rovers zdobył 15 września w wygranym 5-3 wyjazdowym spotkaniu z Bristol City.